# Justly Watson
Justly Watson (c. 1710-1757) fue un oficial del ejército inglés e ingeniero militar en el Ejército Británico, ascendiendo al rango de teniente coronel en los Ingenieros Reales. Sirvió junto a su padre Jonas Watson, oficial de la Artillería Real, en el Sitio de Gibraltar en 1727. Se unió a los Ingenieros Reales en 1732, sirvió en Cartagena, y en el vano intento de Cuba, en 1741, y el ataque a Panamá en 1742. Estuvo destinado en Jamaica de 1742 a 1744, inspeccionó Darién y Florida en 1743 y sirvió en el Sitio de Lorient en 1746. Fue nombrado ingeniero jefe de la División Medway en 1748 e informó sobre las estaciones de África Occidental desde 1755 hasta 1756. Estuvo destinado en Nueva Escocia y Terranova en 1757, y murió allí, probablemente tras beber un café envenenado por una empleada doméstica negra.

## Orígenes
Justly Watson era hijo del coronel Jonas Watson y de su esposa Miriam (bautizado en 1686, fallecida en 1754), hija de John y Anne West. Jonas Watson (1663-1741) sirvió durante más de cincuenta años en la Artillería Real y, después de destacarse, primero en las campañas de Guillermo III en Irlanda y Flandes, y luego en las de Marlborough, llegó al mando de la artillería del tren. Fue ascendido a teniente coronel el 17 de marzo de 1727 y estuvo al mando de la artillería en el Sitio de Gibraltar ese año. Estuvo al mando de la artillería en varias expediciones hasta que murió en el Sitio de Cartagena el 30 de marzo de 1741. Legó sus libros, mapas e «instrumentos relacionados con los asuntos de artillería» a su hijo. Dejó una viuda, Miriam, y una familia de hijos. A su viuda se le concedió una pensión de 40 l . por año en reconocimiento a los servicios de su marido.

## Biografía
Justly Watson nació alrededor de 1710. Entró en el tren de artillería como artillero cadete alrededor de 1726 y sirvió durante el asedio de Gibraltar en 1727 bajo las órdenes de su padre, que comandaba el tren de artillería allí. El 13 de junio de 1732 recibió una autorización como ingeniero practicante y fue ascendido a subingeniero el 1 de noviembre de 1734. Recibió una comisión como alférez en Harrison's Foot el 3 de febrero de 1740, y en junio fue designado para el tren de artillería de la expedición conjunta, bajo el mando de Lord Cathcart y Sir Chaloner Ogle, para unirse al vicealmirante Vernon en las Indias Occidentales Británicas. Pasó algunos meses en la Isla de Wight instruyendo a los hombres del tren. Zarpó el 26 de octubre y llegó a Jamaica el 9 de enero de 1741.

### Cartagena

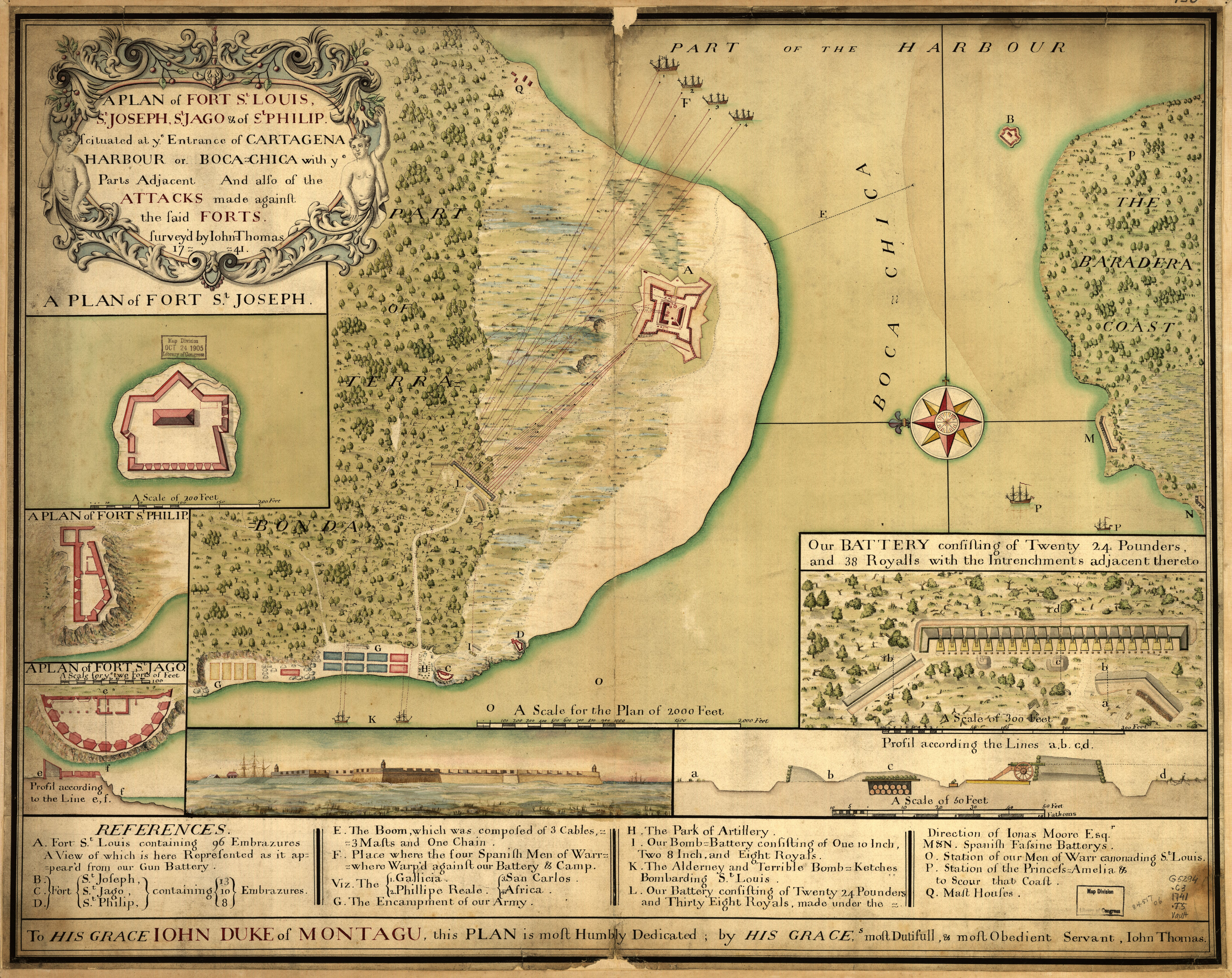
Fuertes en el puerto de Cartagena, 1741.

Watson acompañó a la expedición al mando del general Wentworth, que había sucedido en el mando tras la muerte de Cathcart, a Cartagena de Indias en América del Sur, siendo Jonas Moore el ingeniero jefe. Participó en las operaciones del 9 de marzo al 16 de abril de 1741. En el asedio y asalto el 25 de marzo de Fuerte San Luis, acompañó a la exitosa columna de asalto. Una vez que las tropas hubieron ocupado bastante el fuerte, se dieron órdenes de destruir la barrera que cruzaba la bocana del puerto de Boca-Chica, cuyo extremo había sido cubierto por la obra; entonces la flota británica pudo entrar en el puerto. Watson también estuvo presente en el ataque a otras obras en el puerto, y en el asalto a Fort Lazar, la ciudadela de la ciudad, donde en la mañana del 9 de abril una columna de mil doscientos hombres encabezada por el general Guise se encontró frente a la misma. frente más fuerte del fuerte, con escaleras demasiado cortas para intentar escalar. El intento fue un completo fracaso y, tras una pérdida de 600 hombres muertos y heridos, se vieron obligados a retirarse. Watson, que en ese momento sólo ocupaba una comisión de alférez en el ejército, se distinguió tanto en el asedio que el general le otorgó una comisión de teniente como recompensa por su valentía. Esto se registró con la fecha, «Cuartel general, La Quinta, 10 de abril de 1741», y lo nombró «Teniente en el Regimiento de Infantería del Mayor General Harrison».

### Jamaica, Cuba, Florida

Los británicos en Cuba, 1741.

Watson regresó a Jamaica el 19 de mayo de 1741. Fue ascendido a ingeniero extraordinario el 11 de agosto, cuando prestaba servicio en la expedición a Cuba. Regresó a Jamaica en noviembre. En marzo de 1742 zarpó de Jamaica en la fallida expedición, al mando de Vernon y Wentworth, para atacar Panamá, desembarcando en Portobelo. Watson hizo un plano de la ciudad, el puerto y las fortificaciones de Portobello, que se encuentra en la Biblioteca del Rey en el Museo Británico. A su regreso a Jamaica, y el retiro de la expedición a Inglaterra en septiembre, se hizo cargo de las obras en Jamaica como ingeniero jefe allí, y sus planos de Charles Fort y la península de Port Royal están en los archivos de la oficina de guerra.
En 1743 visitó Darién y Florida, bajo órdenes especiales, e hizo reconocimientos e informes sobre su defensa. Su plan del puerto de Darien y el país adyacente en el Istmo, donde la compañía escocesa de Paterson se estableció en 1698, y su estudio en dos hojas de la costa desde Fort William, cerca del río St. Juan, hasta el río Mosquito, con un plan de la ciudad de San Agustín, se encuentran en el Museo Británico. Watson regresó a Jamaica y fue ascendido a ingeniero ordinario el 8 de marzo de 1744. Envió a la junta de artillería un plano de Port Royal con sus fortificaciones. Regresó a Inglaterra en el otoño de 1744 y fue ascendido a capitán-teniente en Harrison's Foot el 24 de diciembre de 1745.

### Lorient
El 30 de abril de 1746, Watson se unió a la expedición conjunta bajo el mando del almirante Richard Lestock y el teniente general St. Clair para América del Norte. Esta pretendía ser una fuerza expedicionaria, a la que a su llegada a América debían sumarse las tropas coloniales, para ser levantada al efecto, pero la movilización se demoró, y se decidió que la temporada era demasiado tarde para que la operación pudiera llevarse a cabo. realizadas durante ese año. Para no desperdiciar los extensos preparativos, se decidió hacer un descenso en la costa de Bretaña y atacar Lorient, el puerto donde se concentraban todos los barcos y provisiones de la Compañía Francesa de las Indias Orientales.

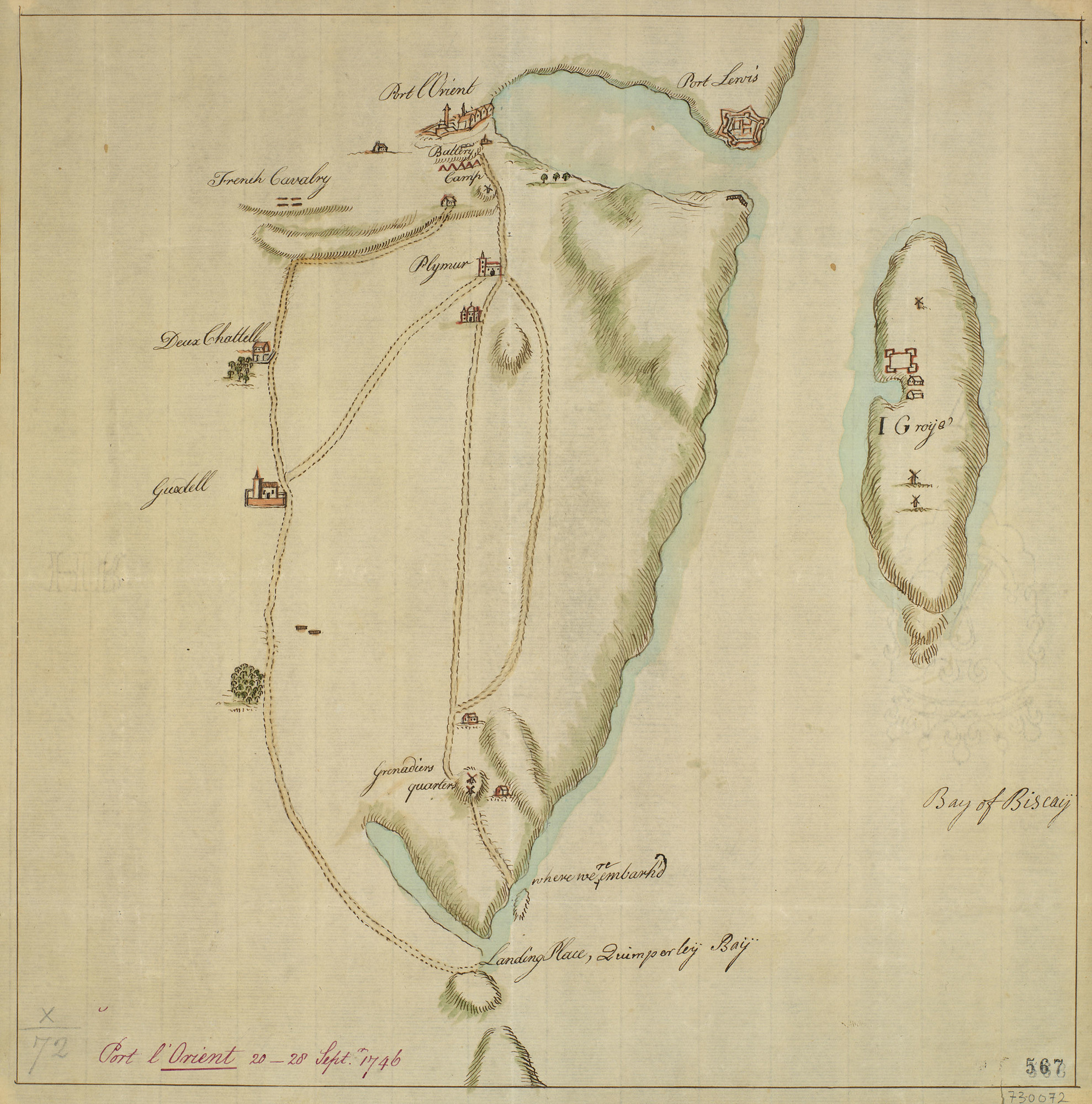
Lorient, 20-28 de septiembre de 1746.

La flota partió de Plymouth el 14 de septiembre de 1746 y, cinco días después, las tropas desembarcaron en Quimperley Bay, a 16 km (10 millas) de Lorient, y marcharon en dos columnas hasta el punto de ataque. St. Clair envió a Thomas Armstrong y Justly Watson a reconocer la ciudad, e informaron que el lugar solo estaba defendido por una delgada pared con aspilleras sin zanja. Agregaron que habían elegido un sitio para una batería, desde donde podrían abrir una brecha o incendiar la ciudad en veinticuatro horas. En la madrugada del 22, St. Clair hizo su propio reconocimiento, acompañado por Armstrong y Watson, quienes repitieron sus puntos de vista anteriores. Se celebró un consejo de guerra a bordo del Princesa, el buque insignia del almirante Lestock, en el que estuvieron presentes los dos ingenieros y el capitán Chalmers, de la artillería. Estos tres oficiales, estando de acuerdo, se decidió hacer el intento y se dieron las órdenes. El resultado demostró que estaban equivocados en sus puntos de vista. Sin una fuerza de artillería adecuada, y con municiones y pertrechos insuficientes, dispararon casi todo su tiro sin causar ningún daño real a las obras. Se celebraron varios consejos y, tras muchas discusiones, finalmente se decidió que los ingenieros habían hecho un cálculo erróneo, que los hombres estaban muy fatigados y que las perspectivas de éxito no eran lo suficientemente buenas como para continuar. Por lo tanto, el sitio se abandonó el 27 de septiembre y al día siguiente se reembarcó a los hombres.
Según Whitworth Porter, «No hay duda de que el fracaso de este ataque reflejó mucho descrédito tanto en Armstrong como en Watson, quienes parecen haber subestimado considerablemente la fuerza del lugar y sus poderes de resistencia». Watson también estuvo presente en el ataque a Quiberon y la captura de los fuertes Houat y Heydie, y regresó a Inglaterra con la expedición.

### Inglaterra
Watson fue ascendido el 2 de enero de 1748 a subdirector de ingenieros y nombrado ingeniero jefe en la División Medway, que incluía los fuertes Gravesend y Tilbury, Sheerness, Harwich y Landguard. Hay un plano en la Oficina de Guerra dibujado por Watson, fechado en 1752, que muestra el acantilado y la ciudad de Harwich y las invasiones del mar desde 1709; y otro, fechado en 1754, de un rompeolas propuesto en Harwich Cliff; también un plano de Sheerness y sus alrededores, indicando los límites de las tierras públicas.

### América del Norte, África Occidental

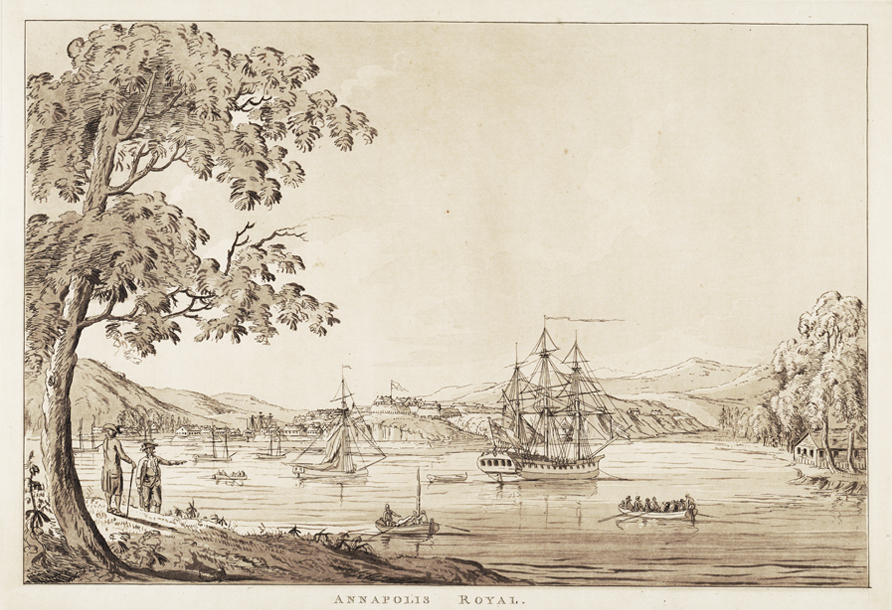
Annapolis Real, 1781.

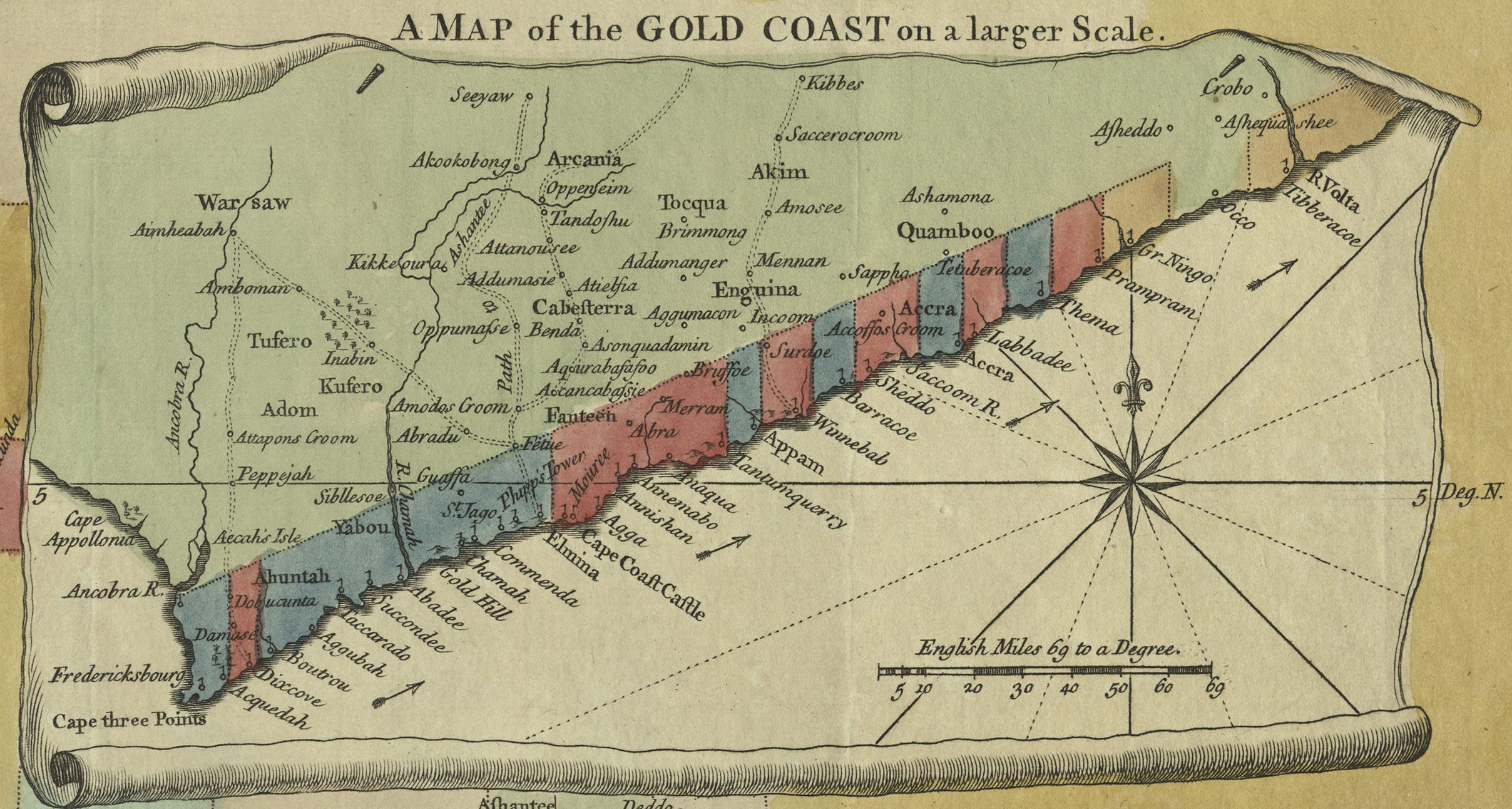
La Costa Dorada, 1750.

El 17 de diciembre de 1754 fue ascendido a director de ingenieros y enviado a Annapolis Royal como ingeniero jefe de Nueva Escocia y de los asentamientos en Terranova. El suyo no permaneció mucho tiempo en América del Norte, ya que fue seleccionado especialmente para el servicio en la costa oeste de África, donde llegó antes de diciembre de 1755.
Justly Watson, James Bramham y John Apperly fueron los primeros ingenieros reales enviados a esa parte del mundo. Se había llevado un discurso al Rey en la Cámara de los Comunes sobre el estado indefenso de las posesiones británicas en la costa occidental de África, y se había ordenado a los tres ingenieros, por resolución de la Cámara de los Comunes aprobada el 22 de abril de 1755, para inspeccionar el fuerte de Annamaboe y las demás estaciones británicas de la costa. Watson visitó las estaciones militares a lo largo de la Costa del Oro en Whydah, James's Island, Acra, Prampram, Tantumquerry, Winnebah, Annamaboe, Secondee, Dixcove y Castillo de la Costa del Cabo. Los dos oficiales superiores (Watson y Bramham) regresaron a Inglaterra en el verano de 1756, pero Apperly se quedó en la costa durante algunos años supervisando la construcción de nuevas obras en Annamaboe. Los informes y planes de Watson fueron aprobados y la Cámara de los Comunes votó dinero para llevar a cabo sus propuestas.
En octubre y noviembre de 1756, Watson examinó Rye Harbour e informó sobre las medidas necesarias para mejorarlo. A fines de 1756 fue enviado a Annapolis Royal para reanudar su nombramiento y funciones como ingeniero jefe en Nueva Escocia y Terranova. El 14 de mayo de 1757 fue comisionado, en la reorganización de los ingenieros, como teniente coronel de Ingenieros Reales. Murió repentinamente en San Juan de Terranova, en el verano de 1757 por los efectos de un veneno administrado en su café, se creía, por una sirvienta negra.

## Vida personal
Watson se casó el 15 de noviembre de 1733 con Susan Curtis en Pagham, Sussex. Su testamento fue probado por ella, y como su viuda se le concedió una pensión de 40 l . un año a partir del 1 de enero de 1758 en consideración a los servicios de su marido. Su hija Miriam (fallecida en 1782) se casó con el asistente de Watson, Sir William Green.

## Galería

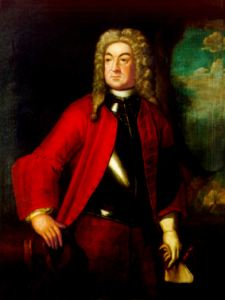
Posiblemente el retrato de Jonas Watson con media armadura, c. 1730.
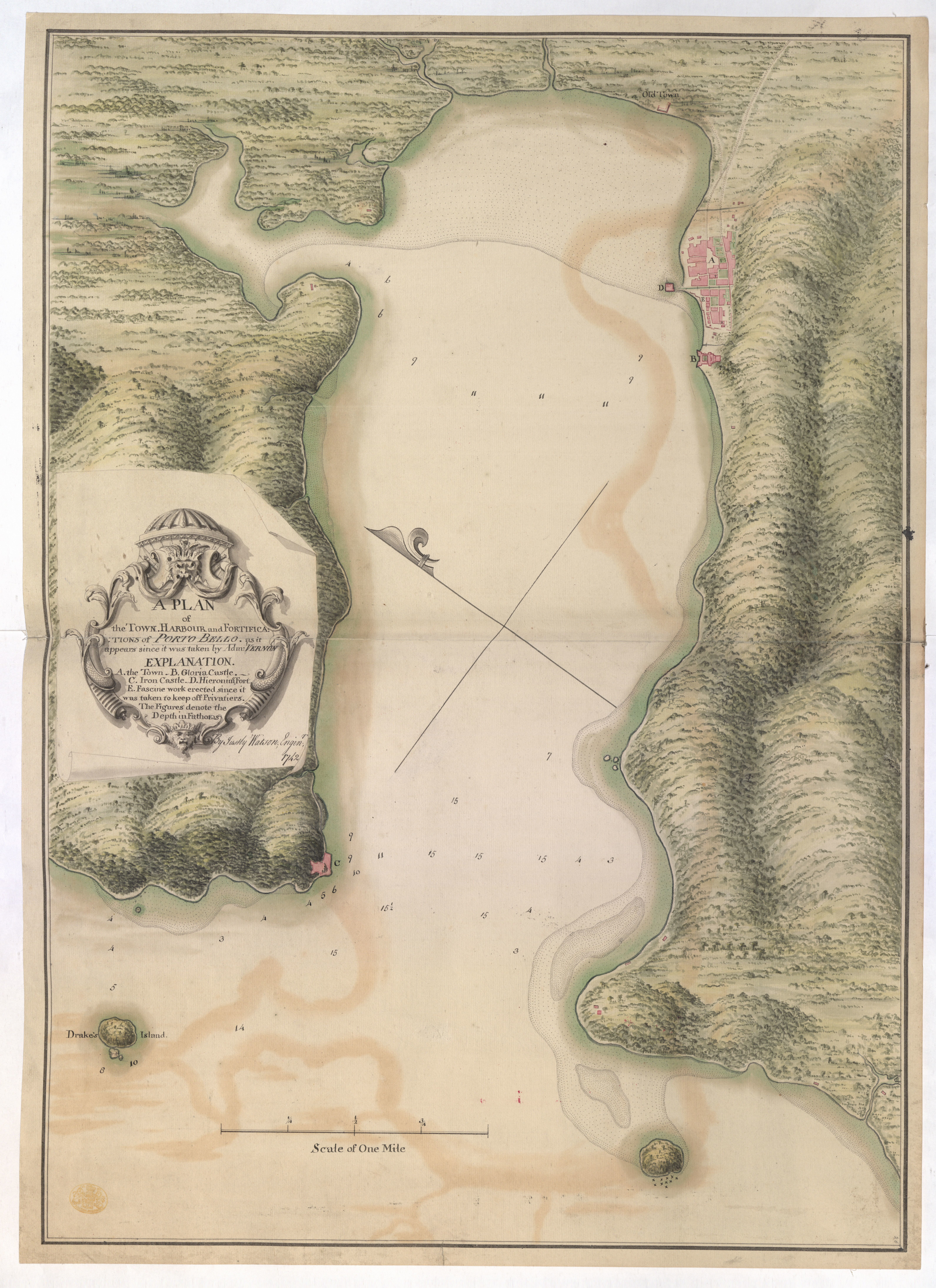
Plano de la ciudad, puerto y fortificaciones de Porto Bello, 1742.
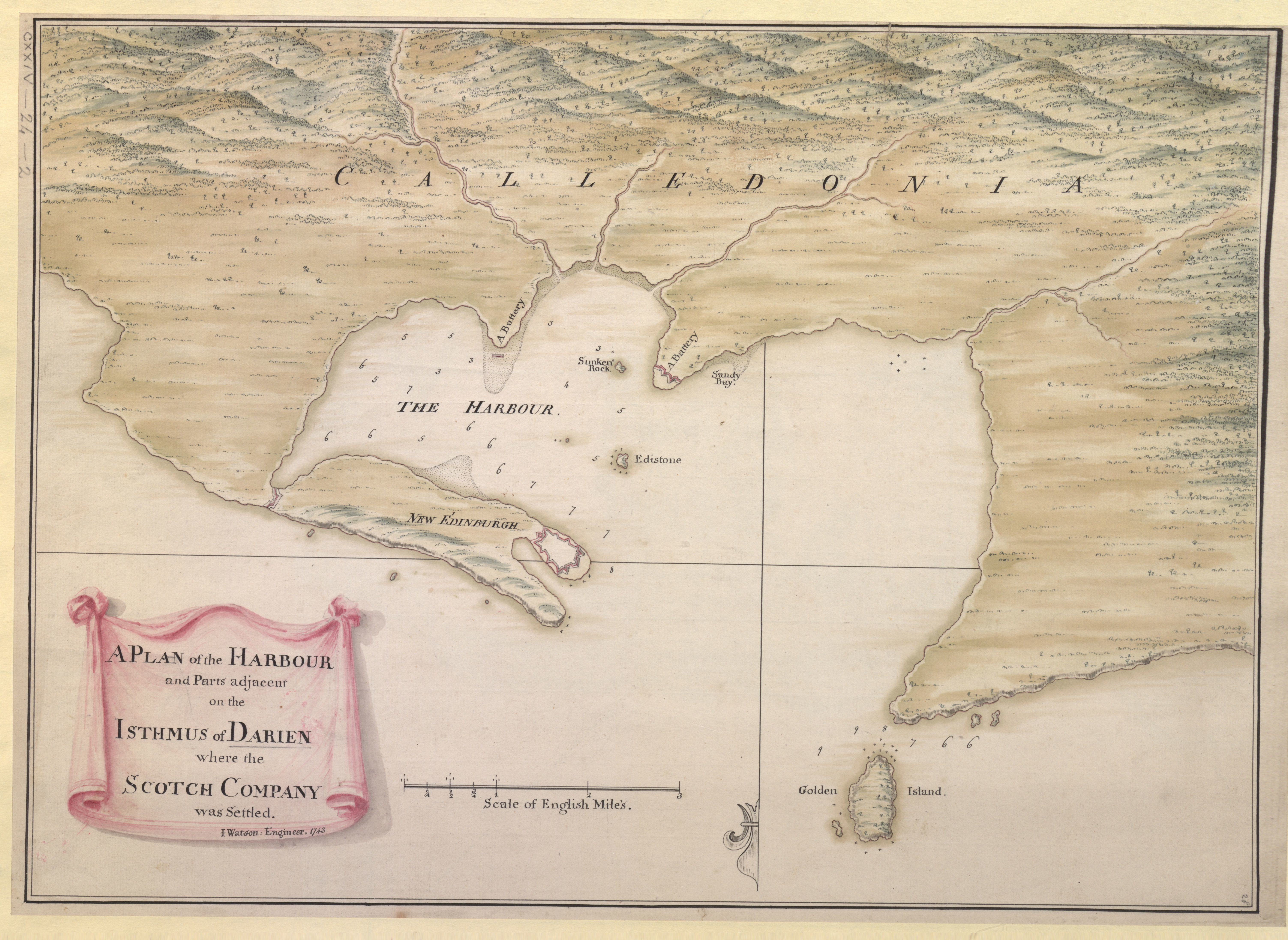
Un plano del puerto y las partes adyacentes en el istmo de Darién donde se estableció la Scotch Company, 1743.
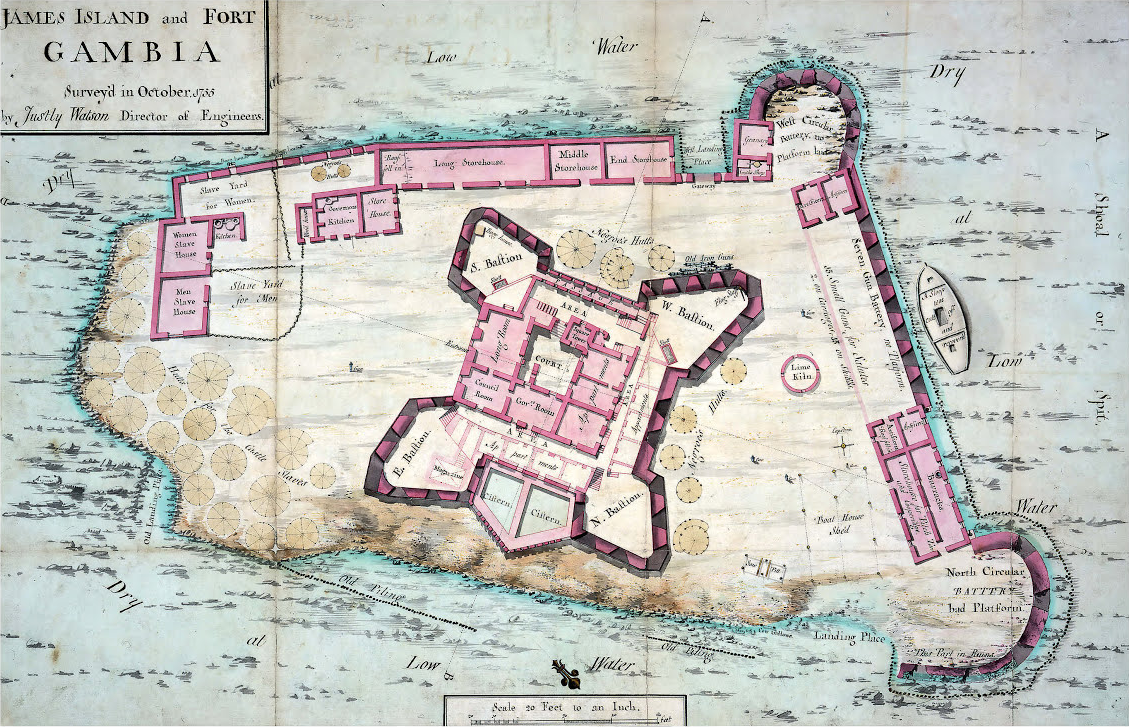
Isla James y Fuerte Gambia, 1755.
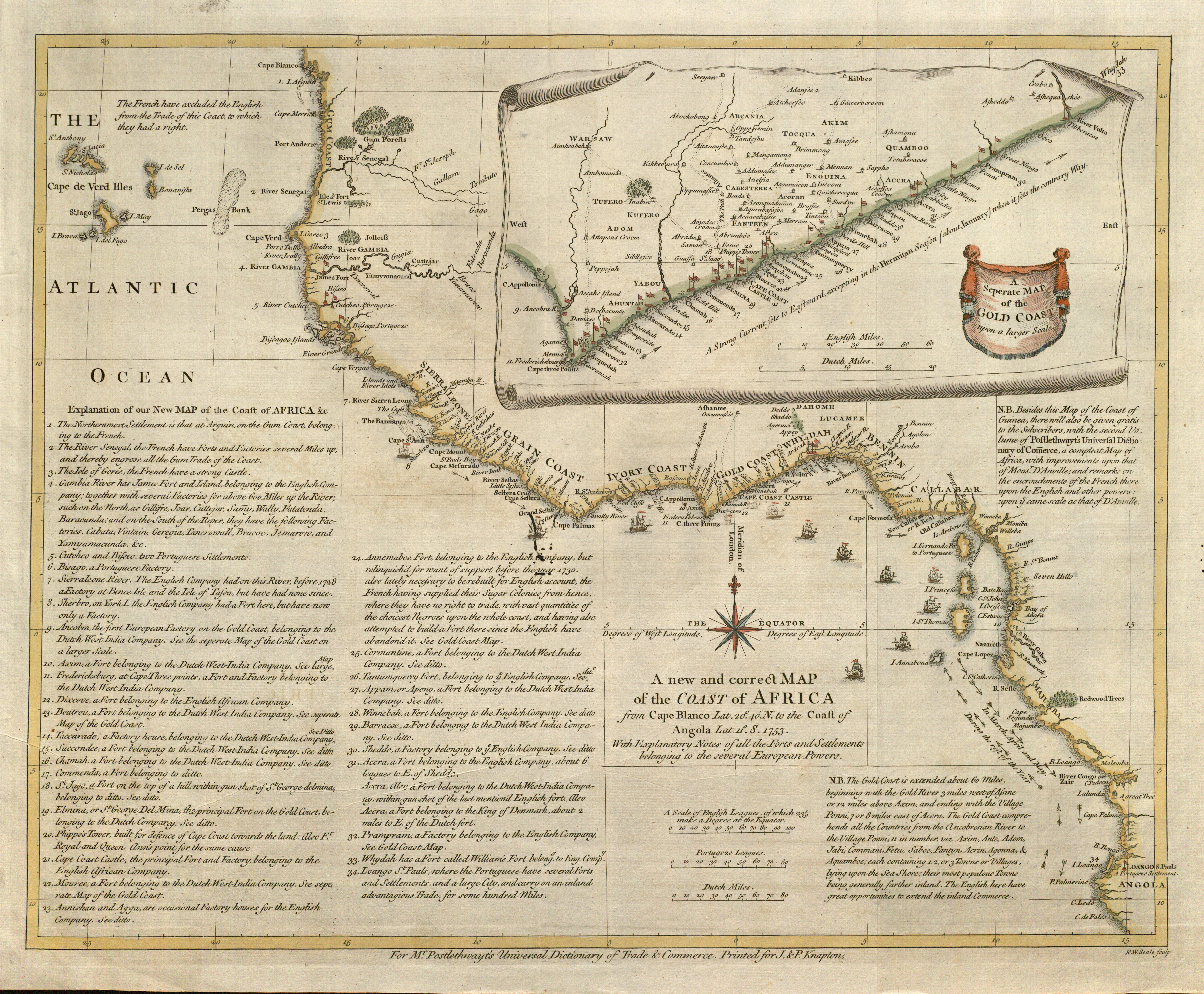
Mapa de la Costa de África desde Cabo Blanco hasta la Costa de Angola, 1753

## Lectura adicional
- Duncan, Francis (1872). History of the Royal Regiment of Artillery Compiled from the Original Records (en inglés) 1 (3.º edición). Londres: William Clowes and Sons. pp. 61, 82, 103, 123, 431.
- Porter, Whitworth (1889). History of the Corps of Royal Engineers (en inglés) 2. Londres: Longmans, Green, and Co. pp. 390, 391.
- Skempton, Alec, ed. (2002). A Biographical Dictionary of Civil Engineers in Great Britain and Ireland (en inglés) 1. Londres: Thomas Telford Ltd. pp. 72, 149, 273, 761-762, 769-770.
- Varley, W. J. (1952). «The Castles and Forts of the Gold Coast». Transactions of the Gold Coast & Togoland Historical Society (en inglés) 1 (1). pp. 3-4, 11.
- The Gentleman's Magazine . vol. 11 Londres: Edw. Cave, 1741. pág. 266.

- Datos: Q18528217
- Multimedia: Justly Watson / Q18528217